# Gaspar Gonçalves
Pour les articles homonymes, voir Gonçalves.
Cardoso Gonçalves est un nom portugais ; le premier nom de famille (d'usage facultatif) est Cardoso et le second est Gonçalves.
Gaspar Filipe Cardoso Gonçalves (né le 24 mai 1995 à Lamego) est un coureur cycliste portugais, professionnel depuis 2018.

## Biographie
En 2011, Gaspar Gonçalves devient champion du Portugal du contre-la-montre dans la catégorie cadets (moins de 17 ans). Deux ans plus tard, il confirme ses qualités de rouleur en terminant du champion du Portugal du contre-la-montre juniors (moins de 19 ans). 
En 2016, il devient une nouvelle fois champion national du contre-la-montre, mais chez les espoirs (moins de 23 ans). Il s'impose également sur une étape du Tour de la province de Valence, et prend la deuxième place du Tour du Portugal de l'Avenir. L'année suivante, il finit deuxième du championnat du Portugal du contre-la-montre espoirs et troisième du Tour du Portugal de l'Avenir. 
En 2018, il est conservé par son équipe Liberty Seguros-Carglass, qui accède au niveau continental. Il court ensuite durant deux saisons chez Miranda-Mortágua, avant d'intégrer la formation Tavfer-Mortágua-Ovos Matinados en 2021. Avec cette dernière, il termine troisième du championnat du Portugal sur route. Il participe la même année au Tour du Portugal, où il se classe quatrième d'une étape de montagne et dix-huitième du classement général.
En 2022, il rejoint l'équipe Efapel. 

## Palmarès
- 2011
  -  Champion du Portugal du contre-la-montre cadets
- 2013
  - 3e du championnat du Portugal du contre-la-montre juniors
- 2015
  - 2e du championnat du Portugal du contre-la-montre espoirs
- 2016
  -  Champion du Portugal du contre-la-montre espoirs
  - 1re étape du Tour de la province de Valence
  - 2e du Tour du Portugal de l'Avenir
- 2017
  - Tour des Terres de Santa Maria da Feira :
    - Classement général
    - 2ea étape (contre-la-montre)

  - 2e du championnat du Portugal du contre-la-montre espoirs
  - 3e du Tour du Portugal de l'Avenir
- 2021
  - 3e du championnat du Portugal sur route
- 2022
  - 3e étape du Grande Prémio Jornal de Notícias

## Classements mondiaux
| Année           | 2016 | 2017   | 2018   |
| --------------- | ---- | ------ | ------ |
| UCI Europe Tour | 966e | 1 084e | 1 622e |